# 横浜市立師岡小学校
横浜市立師岡小学校（よこはましりつ もろおかしょうがっこう）は、神奈川県横浜市港北区師岡町986番地にある市立小学校。

## 概要
師岡町に位置する小学校で、1970年に横浜市立大曽根小学校から独立した。
学校の近くには師岡熊野神社やトレッサ横浜が立地している。
2021年4月現在の児童数は1,100名以上で、横浜市立小学校の中ではトップクラスのマンモス校である。

## 歴史

### 沿革
出典
- 1970年（昭和45年）9月 - 横浜市立大曽根小学校師岡分校として開校
- 1972年（昭和47年）4月 - 横浜市立師岡小学校開校、校旗・校章完成
- 1974年（昭和49年）3月 - 体育館校舎・変電室完成
- 1976年（昭和51年）5月 - プール完成
- 1977年（昭和52年）3月 - スプリンクラー設置・校庭整備
- 1979年（昭和54年）8月 - うさぎ小屋完成
- 1980年（昭和55年）8月 - 校庭にアスレチック設置
- 1981年（昭和56年）3月 - 体育館校舎の2教室を図書館に改築
- 1990年（平成2年）5月 - プール棟新校舎完成
- 1993年（平成5年）8月 - 体育館棟改修
- 2000年（平成12年）8月 - 本校舎の耐震化完成
- 2005年（平成17年）12月 - プレハブ棟完成
- 2006年（平成18年）3月 - 校内のバリアフリー化、本校舎にエレベーター設置
- 2006年（平成18年）1月 - 校内に無線LAN整備
- 2011年（平成23年）9月 - 東日本大震災の影響を受けた校舎を補修
- 2012年（平成24年）8月 - 普通教室にエアコン設置
- 2014年（平成26年）8月 - トイレ改修
- 2021年（令和3年）3月 - 職員室増築・新南棟・新北棟増築完成
- 2022年（令和4年）4月 - 創立50周年

## 学校教育目標
『もろおかっこ』
- 『もろ』おかを愛する子を育てます。（公）
- 『お』もいやりを大切にする子を育てます。（徳）
- 『か』らだを進んで動かす子を育てます。（体）
- 『つ』たえ合い、未来に輝く子を育てます。（開）
- 『こ』んきよく考える子を育てます。（知）

## 校歌・校章

### 校歌
作詞：谷浩通 作曲：小野達治

### 校章
本とペンで羽ばたく鳥をあしらったものである。

### マスコットキャラクター
「ミマモリっちゃん」というマスコットキャラクターが存在する。創立35周年記念事業の一環として、当時6年生だった児童のデザインをもとに2007年（平成19年）に誕生した 。

## 学区
- 樽町一丁目1番から23番まで、樽町二丁目2番から4番まで、樽町三丁目1番から7番67号まで、7番94号から7番117号まで、9番36号から9番68号まで、10番から12番まで、樽町四丁目、師岡町1番地から278番地まで、282番地から終わりまで[5]
- 学区の全てが横浜市立樽町中学校の学区である。

## 交通
- 東急東横線大倉山駅から徒歩13分
- 「仲谷戸」バス停から徒歩3分
  - 新横浜駅北口バスターミナル 7番乗り場 臨港バス鶴02系系統
  - 新横浜駅北口バスターミナル 8番乗り場 横浜市営バス 104系統